# Zanīgar
Zanīgar (persiska: زنیگر, Zīnger) är en ort i Iran.   Den ligger i provinsen Khorasan, i den nordöstra delen av landet, 700 km öster om huvudstaden Teheran. Zanīgar ligger 1 156 meter över havet och antalet invånare är 129.
Terrängen runt Zanīgar är platt åt sydväst, men åt nordost är den kuperad. Runt Zanīgar är det ganska glesbefolkat, med 35 invånare per kvadratkilometer. Närmaste större samhälle är Chenārān, 15,8 km sydost om Zanīgar. Trakten runt Zanīgar består till största delen av jordbruksmark.